# Tagli delli 4 soldi per lettera

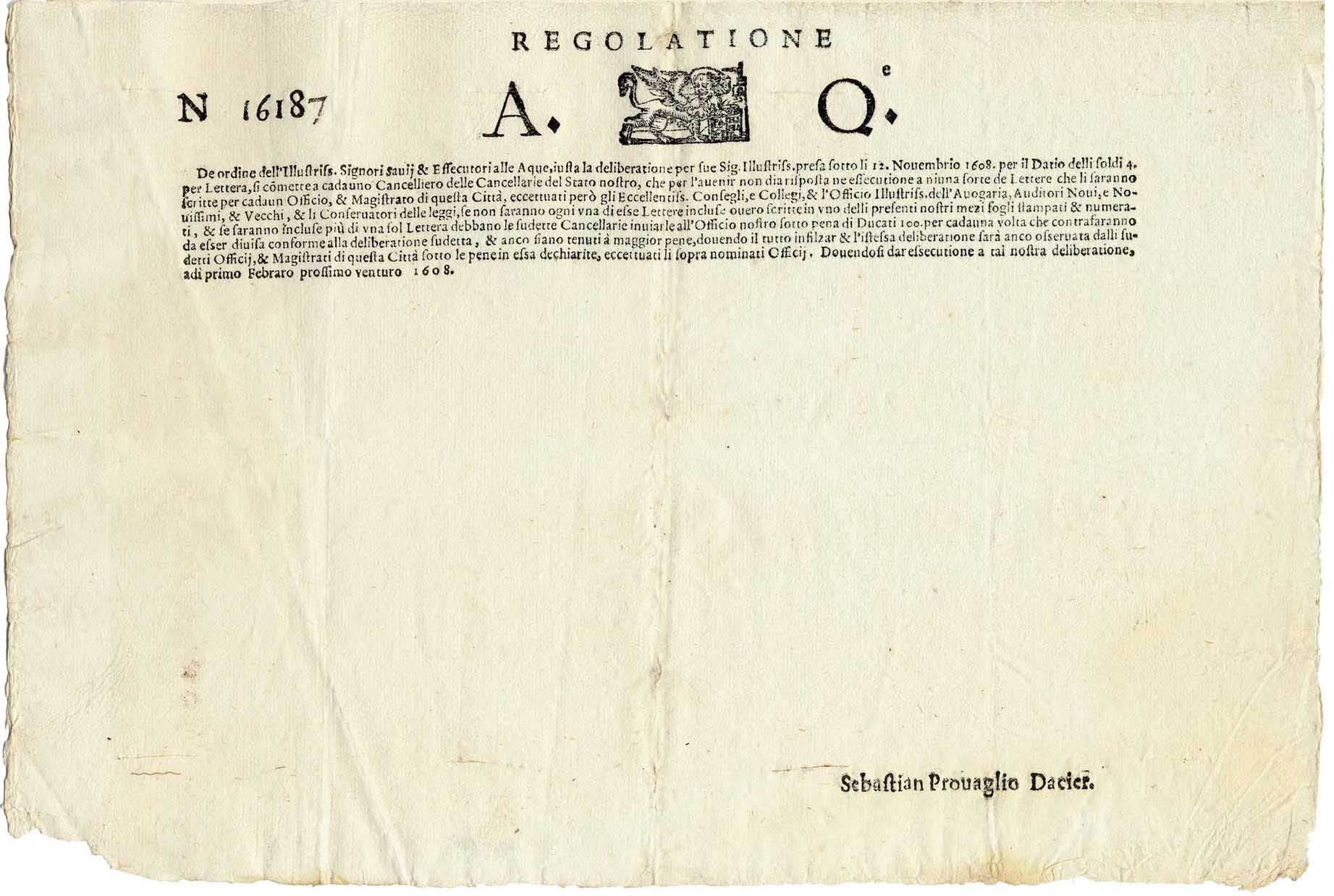
Primo Foglio A.Qe. - 1º febbraio 1609 Sebastian Provaglio Dacier

I Tagli delli 4 soldi per lettera - Fogli AQe furono dei fogli-lettera, istituiti nel 1608 e rimasti in vigore fino alla caduta della Repubblica di Venezia nel 1797, che servivano a pagare una tassa di 4 soldi a favore del Magistrato alle Acque (da cui l'intestazione AQe) per finanziare le opere di bonifica e drenaggio dei fiumi Brenta, Muson e Bottenigo. La tassa di 4 soldi di più dell'ordinario, cioè oltre a porto e al dazio, era dovuta per ogni lettera che sarà fatta a qualsivoglia Magistratto, Officio, Collegio et Consiglio di questa Città tanto a San Marco quanto a Rialto, ed era incassata dai Nodari de' Magistrati che utilizzavano tali fogli per spedire le lettere ufficiali. Il foglio o “taglio” poteva essere usato per scrivervi direttamente la lettera o anche come sovracoperta, per includerla. 
Pur non rappresentando i 4 soldi una tassa postale, l'uso obbligatorio di questi tagli li rende del tutto simili a certi francobolli di beneficenza apparsi in Grecia, Romania e altri paesi (regolarmente catalogati e collezionati) che, pur non avendo valore di affrancatura, dovevano essere applicati a tutte le lettere e cartoline, pena il mancato inoltro. 